# UEFA Champions League gruppespil 2015-16
Gruppespillet i UEFA Champions League 2015–16 begyndte den 15. september og sluttede den 9. december 2015. I alt 32 hold deltog i gruppespillet for at bestemme de 16 pladser i slutspillet i UEFA Champions League 2015–16.

## Hold
Herunder er de 32 der kvalificerede sig til gruppespillet (med deres UEFA klub koefficienter fra 2015), grupperet efter deres seedningslag. Det inkluderer 22 hold der kom med i denne fase, samt de ti vindere af playoffrunden (fem fra mestervejen, fem fra ligavejen).
| Nøgle til farver                                      |
| ----------------------------------------------------- |
| Gruppevindere og nummer to avancerede til slutspillet |
| Tredjepladsen avancerede til Europa League slutspil   |

| Team                  | Koeff   |
| --------------------- | ------- |
| Barcelona[TH]         | 164.999 |
| Chelsea               | 142.078 |
| Bayern München        | 154.883 |
| Juventus              | 95.102  |
| Benfica               | 118.276 |
| Paris Saint-Germain   | 100.483 |
| Zenit Skt. Petersborg | 90.099  |
| PSV Eindhoven         | 58.195  |

| Team                  | Koeff   |
| --------------------- | ------- |
| Real Madrid           | 171.999 |
| Atlético Madrid       | 120.999 |
| Porto                 | 111.276 |
| Arsenal               | 110.078 |
| Manchester United[LR] | 103.078 |
| Valencia[LR]          | 99.999  |
| Bayer Leverkusen[LR]  | 87.883  |
| Manchester City       | 87.078  |

| Team                 | Koeff  |
| -------------------- | ------ |
| Shakhtar Donetsk[LR] | 86.033 |
| Sevilla              | 80.499 |
| Lyon                 | 72.983 |
| Dynamo Kyiv          | 65.033 |
| Olympiakos           | 62.380 |
| CSKA Moskva[LR]      | 55.599 |
| Galatasaray          | 50.020 |
| Roma                 | 43.602 |

| Team                     | Koeff  |
| ------------------------ | ------ |
| BATE Borisov[CR]         | 35.150 |
| Borussia Mönchengladbach | 33.883 |
| Wolfsburg                | 31.883 |
| Dinamo Zagreb[CR]        | 24.700 |
| Maccabi Tel Aviv[CR]     | 18.200 |
| Gent                     | 13.440 |
| Malmö FF[CR]             | 12.545 |
| Astana[CR]               | 3.825  |

Noter
1. TH Forsvarende vindere (title holders), automatisk placeret i toppen af seedningslisten
2. CR Vindere af playoffrunden (mestervejen).
3. LR Vindere af playoffrunden (ligavejen).

## Grupper
Kampdagene var 15.–16. september, 29.–30. september, 20.–21. oktober, 3.–4. november, 24.–25. november og 8.–9. december 2015. Tiderne frem til den 24. oktober 2015 (kampdagene 1–3) er CEST (UTC+2), derefter (kampdagene 4–6) er tiderne CET (UTC+1).

### Gruppe A
| Pos | Hold                | K | V | U | T | M+ | M- | MF  | P  | Kvalifikation                  |
| --- | ------------------- | - | - | - | - | -- | -- | --- | -- | ------------------------------ |
| 1   | Real Madrid         | 6 | 5 | 1 | 0 | 19 | 3  | +16 | 16 | Kvalificeret til slutspillet   |
| 2   | Paris Saint-Germain | 6 | 4 | 1 | 1 | 12 | 1  | +11 | 13 | Kvalificeret til slutspillet   |
| 3   | Shakhtar Donetsk    | 6 | 1 | 0 | 5 | 7  | 14 | −7  | 3  | Kvalificeret til Europa League |
| 4   | Malmö FF            | 6 | 1 | 0 | 5 | 1  | 21 | −20 | 3  |                                |

| 15. september 2015 20:45 |

| Paris Saint-Germain      | 2–0     | Malmö FF |
| ------------------------ | ------- | -------- |
| Di María 4' · Cavani 61' | Rapport |          |

| Parc des Princes, Paris Tilskuere: 46.612 Dommer: Sergei Karasev (Rusland) |

| 15. september 2015 20:45 |

| Real Madrid                                       | 4–0     | Shakhtar Donetsk |
| ------------------------------------------------- | ------- | ---------------- |
| Benzema 30' · Ronaldo 55' (str.), 63' (str.), 81' | Rapport |                  |

| Santiago Bernabéu, Madrid Tilskuere: 66.389 Dommer: Ivan Bebek (Kroatien) |

| 30. september 2015 20:45 |

| Shakhtar Donetsk | 0–3     | Paris Saint-Germain                           |
| ---------------- | ------- | --------------------------------------------- |
|                  | Rapport | Aurier 7' · David Luiz 23' · Srna 90' (sm.) · |

| Arena Lviv, Lviv[A] Tilskuere: 32.730 Dommer: Deniz Aytekin (Tyskland) |

| 30. september 2015 20:45 |

| Malmö FF | 0–2     | Real Madrid        |
| -------- | ------- | ------------------ |
|          | Rapport | Ronaldo 29', 90' · |

| Swedbank Stadion, Malmö Tilskuere: 20.500 Dommer: Cüneyt Çakır (Tyrkiet) |

| 21. oktober 2015 20:45 |

| Malmö FF      | 1–0     | Shakhtar Donetsk |
| ------------- | ------- | ---------------- |
| Rosenberg 17' | Rapport |                  |

| Swedbank Stadion, Malmö Tilskuere: 20.500 Dommer: Anastasios Sidiropoulos (Grækenland) |

| 21. oktober 2015 20:45 |

| Paris Saint-Germain | 0–0     | Real Madrid |
| ------------------- | ------- | ----------- |
|                     | Rapport |             |

| Parc des Princes, Paris Tilskuere: 46.858 Dommer: Nicola Rizzoli (Italien) |

| 3. november 2015 20:45 |

| Shakhtar Donetsk                                           | 4–0     | Malmö FF |
| ---------------------------------------------------------- | ------- | -------- |
| Hladkyy 29' · Srna 48' (str.) · Eduardo 55' · Teixeira 73' | Rapport |          |

| Arena Lviv, Lviv[A] Tilskuere: 23.712 Dommer: Ovidiu Hațegan (Rumænien) |

| 3. november 2015 20:45 |

| Real Madrid | 1–0     | Paris Saint-Germain |
| ----------- | ------- | ------------------- |
| Nacho 35'   | Rapport |                     |

| Santiago Bernabéu, Madrid Tilskuere: 78.300 Dommer: Mark Clattenburg (England) |

| 25. november 2015 20:45 |

| Malmö FF | 0–5     | Paris Saint-Germain                                           |
| -------- | ------- | ------------------------------------------------------------- |
|          | Rapport | Rabiot 3' · Di María 14', 68' · Ibrahimović 50' · Lucas 82' · |

| Swedbank Stadion, Malmö Tilskuere: 20.500 Dommer: Willie Collum (Skotland) |

| 25. november 2015 20:45 |

| Shakhtar Donetsk                        | 3–4     | Real Madrid                                    |
| --------------------------------------- | ------- | ---------------------------------------------- |
| Teixeira 77' (str.), 88' · Dentinho 83' | Rapport | Ronaldo 18', 70' · Modrić 50' · Carvajal 52' · |

| Arena Lviv, Lviv[A] Tilskuere: 33.990 Dommer: Bas Nijhuis (Holland) |

| 8. december 2015 20:45 |

| Paris Saint-Germain         | 2–0     | Shakhtar Donetsk |
| --------------------------- | ------- | ---------------- |
| Lucas 57' · Ibrahimović 86' | Rapport |                  |

| Parc des Princes, Paris Tilskuere: 44.408 Dommer: Anthony Taylor (England) |

| 8. december 2015 20:45 |

| Real Madrid                                                      | 8–0     | Malmö FF |
| ---------------------------------------------------------------- | ------- | -------- |
| Benzema 12', 24', 74' · Ronaldo 39', 47', 50', 59' · Kovačić 70' | Rapport |          |

| Santiago Bernabéu, Madrid Tilskuere: 60.663 Dommer: Daniele Orsato (Italien) |

Noter
1. ^ a b c Shakhtar Donetsk spillede deres hjemmebanekampe på Arena Lviv, Lviv i stedet for på deres normale stadion, Donbass Arena, Donetsk, grundet urolighederne i det østlige Ukraine.

### Gruppe B
| Pos | Hold              | K | V | U | T | M+ | M- | MF | P  | Kvalifikation               |
| --- | ----------------- | - | - | - | - | -- | -- | -- | -- | --------------------------- |
| 1   | Wolfsburg         | 6 | 4 | 0 | 2 | 9  | 6  | +3 | 12 | Avancerer til slutspil      |
| 2   | PSV Eindhoven     | 6 | 3 | 1 | 2 | 8  | 7  | +1 | 10 | Avancerer til slutspil      |
| 3   | Manchester United | 6 | 2 | 2 | 2 | 7  | 7  | 0  | 8  | Avancerer til Europa League |
| 4   | CSKA Moskva       | 6 | 1 | 1 | 4 | 5  | 9  | −4 | 4  |                             |

| 15. september 2015 20:45 |

| Wolfsburg   | 1–0     | CSKA Moskva |
| ----------- | ------- | ----------- |
| Draxler 40' | Rapport |             |

| Volkswagen Arena, Wolfsburg Tilskuere: 20.126 Dommer: Svein Oddvar Moen (Norge) |

| 15. september 2015 20:45 |

| PSV Eindhoven               | 2–1     | Manchester United |
| --------------------------- | ------- | ----------------- |
| Moreno 45+2' · Narsingh 57' | Rapport | Depay 41' ·       |

| Philips Stadion, Eindhoven Tilskuere: 35.292 Dommer: Nicola Rizzoli (Italien) |

| 30. september 2015 20:45 |

| Manchester United              | 2–1     | Wolfsburg      |
| ------------------------------ | ------- | -------------- |
| Mata 34' (str.) · Smalling 53' | Rapport | Caligiuri 4' · |

| Old Trafford, Manchester Tilskuere: 74.811 Dommer: Viktor Kassai (Ungarn) |

| 30. september 2015 20:45 |

| CSKA Moskva                       | 3–2     | PSV Eindhoven        |
| --------------------------------- | ------- | -------------------- |
| Musa 7' · Doumbia 21', 36' (str.) | Rapport | Lestienne 60', 68' · |

| Arena Khimki, Khimki Tilskuere: 16.152 Dommer: Ruddy Buquet (Frankrig) |

| 21. oktober 2015 20:45 |

| CSKA Moskva | 1–1     | Manchester United |
| ----------- | ------- | ----------------- |
| Doumbia 15' | Rapport | Martial 65' ·     |

| Arena Khimki, Khimki Tilskuere: 18.456 Dommer: Carlos Velasco Carballo (Spanien) |

| 21. oktober 2015 20:45 |

| Wolfsburg            | 2–0     | PSV Eindhoven |
| -------------------- | ------- | ------------- |
| Dost 46' · Kruse 57' | Rapport |               |

| Volkswagen Arena, Wolfsburg Tilskuere: 23.375 Dommer: Alberto Undiano Mallenco (Spanien) |

| 3. november 2015 20:45 |

| Manchester United | 1–0     | CSKA Moskva |
| ----------------- | ------- | ----------- |
| Rooney 79'        | Rapport |             |

| Old Trafford, Manchester Tilskuere: 75.165 Dommer: Szymon Marciniak (Polen) |

| 3. november 2015 20:45 |

| PSV Eindhoven             | 2–0     | Wolfsburg |
| ------------------------- | ------- | --------- |
| Locadia 55' · De Jong 86' | Rapport |           |

| Philips Stadion, Eindhoven Tilskuere: 35.000 Dommer: Jonas Eriksson (Sverige) |

| 25. november 2015 18:00 |

| CSKA Moskva | 0–2     | Wolfsburg                           |
| ----------- | ------- | ----------------------------------- |
|             | Rapport | Akinfeev 67' (sm.) · Schürrle 88' · |

| Arena Khimki, Khimki Tilskuere: 16.450 Dommer: Gianluca Rocchi (Italien) |

| 25. november 2015 20:45 |

| Manchester United | 0–0     | PSV Eindhoven |
| ----------------- | ------- | ------------- |
|                   | Rapport |               |

| Old Trafford, Manchester Tilskuere: 75.321 Dommer: Pavel Královec (Tjekkiet) |

| 8. december 2015 20:45 |

| Wolfsburg                      | 3–2     | Manchester United                    |
| ------------------------------ | ------- | ------------------------------------ |
| Naldo 13', 84' · Vieirinha 29' | Rapport | Martial 10' · Guilavogui 82' (sm.) · |

| Volkswagen Arena, Wolfsburg Tilskuere: 26.400 Dommer: Milorad Mažić (Serbien) |

| 8. december 2015 20:45 |

| PSV Eindhoven             | 2–1     | CSKA Moskva              |
| ------------------------- | ------- | ------------------------ |
| De Jong 78' · Pröpper 86' | Rapport | Ignashevich 76' (str.) · |

| Philips Stadion, Eindhoven Tilskuere: 34.000 Dommer: David Fernández Borbalán (Spanien) |

### Gruppe C
| Pos | Hold            | K | V | U | T | M+ | M- | MF | P  | Kvalifikation                  |
| --- | --------------- | - | - | - | - | -- | -- | -- | -- | ------------------------------ |
| 1   | Atlético Madrid | 6 | 4 | 1 | 1 | 11 | 3  | +8 | 13 | Kvalificeret til slutspillet   |
| 2   | Benfica         | 6 | 3 | 1 | 2 | 10 | 8  | +2 | 10 | Kvalificeret til slutspillet   |
| 3   | Galatasaray     | 6 | 1 | 2 | 3 | 6  | 10 | −4 | 5  | Kvalificeret til Europa League |
| 4   | Astana          | 6 | 0 | 4 | 2 | 5  | 11 | −6 | 4  |                                |

| 15. september 2015 20:45 |

| Galatasaray | 0–2     | Atlético Madrid      |
| ----------- | ------- | -------------------- |
|             | Rapport | Griezmann 18', 25' · |

| Türk Telekom Arena, Istanbul Tilskuere: 33.469 Dommer: Szymon Marciniak (Polen) |

| 15. september 2015 20:45 |

| Benfica                    | 2–0     | Astana |
| -------------------------- | ------- | ------ |
| Gaitán 51' · Mitroglou 62' | Rapport |        |

| Estádio da Luz, Lissabon Tilskuere: 32.799 Dommer: Anastasios Sidiropoulos (Grækenland) |

| 30. september 2015 18:00 |

| Astana                             | 2–2     | Galatasaray                 |
| ---------------------------------- | ------- | --------------------------- |
| Balta 77' (sm.) · Carole 89' (sm.) | Rapport | Kısa 31' · Erić 86' (sm.) · |

| Astana Arena, Astana Tilskuere: 27.264 Dommer: Martin Strömbergsson (Sverige) |

| 30. september 2015 20:45 |

| Atlético Madrid | 1–2     | Benfica                   |
| --------------- | ------- | ------------------------- |
| Correa 23'      | Rapport | Gaitán 36' · Guedes 51' · |

| Vicente Calderón, Madrid Tilskuere: 40.938 Dommer: Gianluca Rocchi (Italien) |

| 21. oktober 2015 20:45 |

| Atlético Madrid                                                | 4–0     | Astana |
| -------------------------------------------------------------- | ------- | ------ |
| Ñíguez 23' · Martínez 29' · Ó. Torres 63' · Dedechko 89' (sm.) | Rapport |        |

| Vicente Calderón, Madrid Tilskuere: 33.853 Dommer: Aleksei Kulbakov (Hviderusland) |

| 21. oktober 2015 20:45 |

| Galatasaray                    | 2–1     | Benfica     |
| ------------------------------ | ------- | ----------- |
| İnan 19' (str.) · Podolski 33' | Rapport | Gaitán 2' · |

| Türk Telekom Arena, Istanbul Tilskuere: 33.615 Dommer: Willie Collum (Skotland) |

| 3. november 2015 16:00 |

| Astana | 0–0     | Atlético Madrid |
| ------ | ------- | --------------- |
|        | Rapport |                 |

| Astana Arena, Astana Tilskuere: 29.231 Dommer: Anthony Taylor (England) |

| 3. november 2015 20:45 |

| Benfica                | 2–1     | Galatasaray    |
| ---------------------- | ------- | -------------- |
| Jonas 52' · Luisão 67' | Rapport | Podolski 58' · |

| Estádio da Luz, Lissabon Tilskuere: 35.726 Dommer: Milorad Mažić (Serbien) |

| 25. november 2015 16:00 |

| Astana                   | 2–2     | Benfica            |
| ------------------------ | ------- | ------------------ |
| Twumasi 19' · Aničić 31' | Rapport | Jiménez 40', 72' · |

| Astana Arena, Astana Tilskuere: 15.089 Dommer: Ruddy Buquet (Frankrig) |

| 25. november 2015 20:45 |

| Atlético Madrid    | 2–0     | Galatasaray |
| ------------------ | ------- | ----------- |
| Griezmann 13', 65' | Rapport |             |

| Vicente Calderón, Madrid Tilskuere: 35.753 Dommer: Nicola Rizzoli (Italien) |

| 8. december 2015 20:45 |

| Galatasaray | 1–1     | Astana        |
| ----------- | ------- | ------------- |
| İnan 64'    | Rapport | Twumasi 62' · |

| Türk Telekom Arena, Istanbul Tilskuere: 26.464 Dommer: Craig Thomson (Skotland) |

| 8. december 2015 20:45 |

| Benfica       | 1–2     | Atlético Madrid           |
| ------------- | ------- | ------------------------- |
| Mitroglou 75' | Rapport | Ñíguez 33' · Vietto 55' · |

| Estádio da Luz, Lissabon Tilskuere: 47.630 Dommer: Ovidiu Hațegan (Rumænien) |

### Gruppe D
| Pos | Hold                     | K | V | U | T | M+ | M- | MF | P  | Kvalifikation                  |
| --- | ------------------------ | - | - | - | - | -- | -- | -- | -- | ------------------------------ |
| 1   | Manchester City          | 6 | 4 | 0 | 2 | 12 | 8  | +4 | 12 | Kvalificeret til slutspillet   |
| 2   | Juventus                 | 6 | 3 | 2 | 1 | 6  | 3  | +3 | 11 | Kvalificeret til slutspillet   |
| 3   | Sevilla                  | 6 | 2 | 0 | 4 | 8  | 11 | −3 | 6  | Kvalificeret til Europa League |
| 4   | Borussia Mönchengladbach | 6 | 1 | 2 | 3 | 8  | 12 | −4 | 5  |                                |

| 15. september 2015 20:45 |

| Manchester City     | 1–2     | Juventus                     |
| ------------------- | ------- | ---------------------------- |
| Chiellini 57' (sm.) | Rapport | Mandžukić 70' · Morata 81' · |

| Etihad Stadium, Manchester Tilskuere: 50.363 Dommer: Damir Skomina (Slovenien) |

| 15. september 2015 20:45 |

| Sevilla                                                  | 3–0     | Borussia Mönchengladbach |
| -------------------------------------------------------- | ------- | ------------------------ |
| Gameiro 47' (str.) · Banega 66' (str.) · Konoplyanka 84' | Rapport |                          |

| Ramón Sánchez-Pizjuán, Seville Tilskuere: 36.959 Dommer: Pavel Královec (Tjekkiet) |

| 30. september 2015 20:45 |

| Borussia Mönchengladbach | 1–2     | Manchester City                      |
| ------------------------ | ------- | ------------------------------------ |
| Stindl 54'               | Rapport | Demichelis 65' · Agüero 90' (str.) · |

| Stadion im Borussia-Park, Mönchengladbach Tilskuere: 46.217 Dommer: Clément Turpin (Frankrig) |

| 30. september 2015 20:45 |

| Juventus              | 2–0     | Sevilla |
| --------------------- | ------- | ------- |
| Morata 41' · Zaza 87' | Rapport |         |

| Juventus Stadium, Turin Tilskuere: 36.499 Dommer: Jonas Eriksson (Sverige) |

| 21. oktober 2015 20:45 |

| Juventus | 0–0     | Borussia Mönchengladbach |
| -------- | ------- | ------------------------ |
|          | Rapport |                          |

| Juventus Stadium, Turin Tilskuere: 40.940 Dommer: Craig Thomson (Skotland) |

| 21. oktober 2015 20:45 |

| Manchester City                  | 2–1     | Sevilla           |
| -------------------------------- | ------- | ----------------- |
| Rami 36' (sm.) · De Bruyne 90+1' | Rapport | Konoplyanka 30' · |

| Etihad Stadium, Manchester Tilskuere: 45.595 Dommer: Bas Nijhuis (Holland) |

| 3. november 2015 20:45 |

| Borussia Mönchengladbach | 1–1     | Juventus           |
| ------------------------ | ------- | ------------------ |
| Johnson 18'              | Rapport | Lichtsteiner 44' · |

| Stadion im Borussia-Park, Mönchengladbach Tilskuere: 46.217 Dommer: Björn Kuipers (Holland) |

| 3. november 2015 20:45 |

| Sevilla         | 1–3     | Manchester City                            |
| --------------- | ------- | ------------------------------------------ |
| Trémoulinas 25' | Rapport | Sterling 8' · Fernandinho 11' · Bony 36' · |

| Ramón Sánchez-Pizjuán, Seville Tilskuere: 39.261 Dommer: Svein Oddvar Moen (Norge) |

| 25. november 2015 20:45 |

| Juventus      | 1–0     | Manchester City |
| ------------- | ------- | --------------- |
| Mandžukić 18' | Rapport |                 |

| Juventus Stadium, Turin Tilskuere: 38.193 Dommer: Felix Brych (Tyskland) |

| 25. november 2015 20:45 |

| Borussia Mönchengladbach                    | 4–2     | Sevilla                            |
| ------------------------------------------- | ------- | ---------------------------------- |
| Stindl 29', 83' · Johnson 68' · Raffael 78' | Rapport | Vitolo 82' · Banega 90+1' (str.) · |

| Stadion im Borussia-Park, Mönchengladbach Tilskuere: 45.177 Dommer: Damir Skomina (Slovenien) |

| 8. december 2015 20:45 |

| Manchester City                          | 4–2     | Borussia Mönchengladbach |
| ---------------------------------------- | ------- | ------------------------ |
| Silva 16' · Sterling 80', 81' · Bony 85' | Rapport | Korb 19' · Raffael 42' · |

| Etihad Stadium, Manchester Tilskuere: 41.829 Dommer: Danny Makkelie (Holland) |

| 8. december 2015 20:45 |

| Sevilla      | 1–0     | Juventus |
| ------------ | ------- | -------- |
| Llorente 65' | Rapport |          |

| Ramón Sánchez-Pizjuán, Seville Tilskuere: 35.583 Dommer: Szymon Marciniak (Polen) |

### Gruppe E
| Pos | Hold             | K | V | U | T | M+ | M- | MF  | P  | Kvalifikation                  |
| --- | ---------------- | - | - | - | - | -- | -- | --- | -- | ------------------------------ |
| 1   | Barcelona        | 6 | 4 | 2 | 0 | 15 | 4  | +11 | 14 | Kvalificeret til slutspillet   |
| 2   | Roma             | 6 | 1 | 3 | 2 | 11 | 16 | −5  | 6  | Kvalificeret til slutspillet   |
| 3   | Bayer Leverkusen | 6 | 1 | 3 | 2 | 13 | 12 | +1  | 6  | Kvalificeret til Europa League |
| 4   | BATE Borisov     | 6 | 1 | 2 | 3 | 5  | 12 | −7  | 5  |                                |

| 16. september 2015 20:45 |

| Bayer Leverkusen                                        | 4–1     | BATE Borisov    |
| ------------------------------------------------------- | ------- | --------------- |
| Mehmedi 4' · Çalhanoğlu 47', 76' (str.) · Hernández 59' | Rapport | Milunović 13' · |

| BayArena, Leverkusen Tilskuere: 24.280 Dommer: Danny Makkelie (Holland) |

| 16. september 2015 20:45 |

| Roma         | 1–1     | Barcelona    |
| ------------ | ------- | ------------ |
| Florenzi 31' | Rapport | Suárez 21' · |

| Stadio Olimpico, Rom Tilskuere: 57.836 Dommer: Björn Kuipers (Holland) |

| 29. september 2015 20:45 |

| Barcelona                | 2–1     | Bayer Leverkusen   |
| ------------------------ | ------- | ------------------ |
| Roberto 80' · Suárez 82' | Rapport | Papadopoulos 22' · |

| Camp Nou, Barcelona Tilskuere: 68.694 Dommer: Martin Atkinson (England) |

| 29. september 2015 20:45 |

| BATE Borisov                       | 3–2     | Roma                           |
| ---------------------------------- | ------- | ------------------------------ |
| Stasevich 8' · Mladenović 12', 30' | Rapport | Gervinho 66' · Torosidis 82' · |

| Borisov Arena, Barysaw Tilskuere: 12.767 Dommer: Mark Clattenburg (England) |

| 20. oktober 2015 20:45 |

| BATE Borisov | 0–2     | Barcelona          |
| ------------ | ------- | ------------------ |
|              | Rapport | Rakitić 48', 64' · |

| Borisov Arena, Barysaw Tilskuere: 13.074 Dommer: Jorge Sousa (Portugal) |

| 20. oktober 2015 20:45 |

| Bayer Leverkusen                                   | 4–4     | Roma                                          |
| -------------------------------------------------- | ------- | --------------------------------------------- |
| Hernández 4' (str.), 19' · Kampl 84' · Mehmedi 86' | Rapport | De Rossi 29', 38' · Pjanić 54' · Falque 73' · |

| BayArena, Leverkusen Tilskuere: 29.412 Dommer: Viktor Kassai (Ungarn) |

| 4. november 2015 20:45 |

| Barcelona                           | 3–0     | BATE Borisov |
| ----------------------------------- | ------- | ------------ |
| Neymar 30' (str.), 83' · Suárez 60' | Rapport |              |

| Camp Nou, Barcelona Tilskuere: 68.502 Dommer: István Vad (Ungarn) |

| 4. november 2015 20:45 |

| Roma                                     | 3–2     | Bayer Leverkusen              |
| ---------------------------------------- | ------- | ----------------------------- |
| Salah 2' · Džeko 29' · Pjanić 80' (str.) | Rapport | Mehmedi 46' · Hernández 51' · |

| Stadio Olimpico, Rom Tilskuere: 38.361 Dommer: Sergei Karasev (Rusland) |

| 24. november 2015 18:00 |

| BATE Borisov  | 1–1     | Bayer Leverkusen |
| ------------- | ------- | ---------------- |
| Gordeichuk 2' | Rapport | Mehmedi 68' ·    |

| Borisov Arena, Barysaw Tilskuere: 12.601 Dommer: Clément Turpin (Frankrig) |

| 24. november 2015 20:45 |

| Barcelona                                                  | 6–1     | Roma          |
| ---------------------------------------------------------- | ------- | ------------- |
| Suárez 15', 44' · Messi 18', 60' · Piqué 56' · Adriano 77' | Rapport | Džeko 90+1' · |

| Camp Nou, Barcelona Tilskuere: 71.433 Dommer: Cüneyt Çakır (Tyrkiet) |

| 9. december 2015 20:45 |

| Bayer Leverkusen | 1–1     | Barcelona   |
| ---------------- | ------- | ----------- |
| Hernández 23'    | Rapport | Messi 20' · |

| BayArena, Leverkusen Tilskuere: 29.412 Dommer: Mark Clattenburg (England) |

| 9. december 2015 20:45 |

| Roma | 0–0     | BATE Borisov |
| ---- | ------- | ------------ |
|      | Rapport |              |

| Stadio Olimpico, Rom Tilskuere: 29.489 Dommer: Martin Atkinson (England) |

### Gruppe F
| Pos | Hold           | K | V | U | T | M+ | M- | MF  | P  | Kvalifikation                  |
| --- | -------------- | - | - | - | - | -- | -- | --- | -- | ------------------------------ |
| 1   | Bayern München | 6 | 5 | 0 | 1 | 19 | 3  | +16 | 15 | Kvalificeret til slutspillet   |
| 2   | Arsenal        | 6 | 3 | 0 | 3 | 12 | 10 | +2  | 9  | Kvalificeret til slutspillet   |
| 3   | Olympiakos     | 6 | 3 | 0 | 3 | 6  | 13 | −7  | 9  | Kvalificeret til Europa League |
| 4   | Dinamo Zagreb  | 6 | 1 | 0 | 5 | 3  | 14 | −11 | 3  |                                |

| 16. september 2015 20:45 |

| Dinamo Zagreb               | 2–1     | Arsenal       |
| --------------------------- | ------- | ------------- |
| Pivarić 24' · Fernandes 58' | Rapport | Walcott 79' · |

| Stadion Maksimir, Zagreb Tilskuere: 17.840 Dommer: Ovidiu Hațegan (Rumænien) |

| 16. september 2015 20:45 |

| Olympiakos | 0–3     | Bayern München                         |
| ---------- | ------- | -------------------------------------- |
|            | Rapport | Müller 52', 90+2' (str.) · Götze 89' · |

| Karaiskakis Stadium, Piraeus Tilskuere: 31.688 Dommer: Carlos Velasco Carballo (Spanien) |

| 29. september 2015 20:45 |

| Bayern München                                    | 5–0     | Dinamo Zagreb |
| ------------------------------------------------- | ------- | ------------- |
| Costa 13' · Lewandowski 21', 28', 55' · Götze 25' | Rapport |               |

| Allianz Arena, München Tilskuere: 70.000 Dommer: Aleksei Kulbakov (Hviderusland) |

| 29. september 2015 20:45 |

| Arsenal                   | 2–3     | Olympiakos                                       |
| ------------------------- | ------- | ------------------------------------------------ |
| Walcott 35' · Sánchez 65' | Rapport | Pardo 33' · Ospina 40' (sm.) · Finnbogason 66' · |

| Emirates Stadium, London Tilskuere: 59.428 Dommer: Bas Nijhuis (Holland) |

| 20. oktober 2015 20:45 |

| Arsenal                 | 2–0     | Bayern München |
| ----------------------- | ------- | -------------- |
| Giroud 77' · Özil 90+4' | Rapport |                |

| Emirates Stadium, London Tilskuere: 49.824 Dommer: Cüneyt Çakır (Tyrkiet) |

| 20. oktober 2015 20:45 |

| Dinamo Zagreb | 0–1     | Olympiakos  |
| ------------- | ------- | ----------- |
|               | Rapport | Ideye 79' · |

| Stadion Maksimir, Zagreb Tilskuere: 13.678 Dommer: Paolo Tagliavento (Italien) |

| 4. november 2015 20:45 |

| Bayern München                                             | 5–1     | Arsenal      |
| ---------------------------------------------------------- | ------- | ------------ |
| Lewandowski 10' · Müller 29', 89' · Alaba 44' · Robben 55' | Rapport | Giroud 69' · |

| Allianz Arena, München Tilskuere: 70.000 Dommer: Gianluca Rocchi (Italien) |

| 4. november 2015 20:45 |

| Olympiakos     | 2–1     | Dinamo Zagreb |
| -------------- | ------- | ------------- |
| Pardo 65', 90' | Rapport | Hodžić 21' ·  |

| Karaiskakis Stadium, Piraeus Tilskuere: 31.473 Dommer: Antonio Mateu Lahoz (Spanien) |

| 24. november 2015 20:45 |

| Arsenal                     | 3–0     | Dinamo Zagreb |
| --------------------------- | ------- | ------------- |
| Özil 29' · Sánchez 33', 69' | Rapport |               |

| Emirates Stadium, London Tilskuere: 58.978 Dommer: Viktor Kassai (Ungarn) |

| 24. november 2015 20:45 |

| Bayern München                                      | 4–0     | Olympiakos |
| --------------------------------------------------- | ------- | ---------- |
| Costa 8' · Lewandowski 16' · Müller 20' · Coman 69' | Rapport |            |

| Allianz Arena, München Tilskuere: 70.000 Dommer: Jonas Eriksson (Sverige) |

| 9. december 2015 20:45 |

| Dinamo Zagreb | 0–2     | Bayern München         |
| ------------- | ------- | ---------------------- |
|               | Rapport | Lewandowski 61', 64' · |

| Stadion Maksimir, Zagreb Tilskuere: 19.681 Dommer: Martin Strömbergsson (Sverige) |

| 9. december 2015 20:45 |

| Olympiakos | 0–3     | Arsenal                       |
| ---------- | ------- | ----------------------------- |
|            | Rapport | Giroud 29', 49', 67' (str.) · |

| Karaiskakis Stadium, Piraeus Tilskuere: 31.388 Dommer: Nicola Rizzoli (Italien) |

### Gruppe G
| Pos | Hold             | K | V | U | T | M+ | M- | MF  | P  | Kvalifikation                  |
| --- | ---------------- | - | - | - | - | -- | -- | --- | -- | ------------------------------ |
| 1   | Chelsea          | 6 | 4 | 1 | 1 | 13 | 3  | +10 | 13 | Kvalificeret til slutspillet   |
| 2   | Dynamo Kijev     | 6 | 3 | 2 | 1 | 8  | 4  | +4  | 11 | Kvalificeret til slutspillet   |
| 3   | Porto            | 6 | 3 | 1 | 2 | 9  | 8  | +1  | 10 | Kvalificeret til Europa League |
| 4   | Maccabi Tel Aviv | 6 | 0 | 0 | 6 | 1  | 16 | −15 | 0  |                                |

| 16. september 2015 20:45 |

| Dynamo Kijev               | 2–2     | Porto                |
| -------------------------- | ------- | -------------------- |
| Husyev 20' · Buyalskyi 89' | Rapport | Aboubakar 23', 81' · |

| Olympic Stadium, Kyiv Tilskuere: 52.369 Dommer: Felix Brych (Tyskland) |

| 16. september 2015 20:45 |

| Chelsea                                                     | 4–0     | Maccabi Tel Aviv |
| ----------------------------------------------------------- | ------- | ---------------- |
| Willian 15' · Oscar 45+4' (str.) · Costa 58' · Fàbregas 78' | Rapport |                  |

| Stamford Bridge, London Tilskuere: 40.684 Dommer: Felix Zwayer (Tyskland) |

| 29. september 2015 20:45 |

| Maccabi Tel Aviv | 0–2     | Dynamo Kijev                 |
| ---------------- | ------- | ---------------------------- |
|                  | Rapport | Yarmolenko 4' · Moraes 50' · |

| Sammy Ofer Stadium, Haifa[B] Tilskuere: 27.100 Dommer: David Fernández Borbalán (Spanien) |

| 29. september 2015 20:45 |

| Porto                  | 2–1     | Chelsea         |
| ---------------------- | ------- | --------------- |
| André 39' · Maicon 52' | Rapport | Willian 45+2' · |

| Estádio do Dragão, Porto Tilskuere: 46.120 Dommer: Antonio Mateu Lahoz (Spanien) |

| 20. oktober 2015 20:45 |

| Porto                       | 2–0     | Maccabi Tel Aviv |
| --------------------------- | ------- | ---------------- |
| Aboubakar 37' · Brahimi 41' | Rapport |                  |

| Estádio do Dragão, Porto Tilskuere: 35.209 Dommer: Clément Turpin (Frankrig) |

| 20. oktober 2015 20:45 |

| Dynamo Kijev | 0–0     | Chelsea |
| ------------ | ------- | ------- |
|              | Rapport |         |

| Olympic Stadium, Kyiv Tilskuere: 60.291 Dommer: Damir Skomina (Slovenien) |

| 4. november 2015 20:45 |

| Maccabi Tel Aviv  | 1–3     | Porto                               |
| ----------------- | ------- | ----------------------------------- |
| Zahavi 75' (str.) | Rapport | Tello 19' · André 49' · Layún 72' · |

| Sammy Ofer Stadium, Haifa[B] Tilskuere: 26.646 Dommer: Anastasios Sidiropoulos (Grækenland) |

| 4. november 2015 20:45 |

| Chelsea                          | 2–1     | Dynamo Kijev   |
| -------------------------------- | ------- | -------------- |
| Dragović 34' (sm.) · Willian 83' | Rapport | Dragović 78' · |

| Stamford Bridge, London Tilskuere: 41.241 Dommer: Pavel Královec (Tjekkiet) |

| 24. november 2015 20:45 |

| Porto | 0–2     | Dynamo Kijev                           |
| ----- | ------- | -------------------------------------- |
|       | Rapport | Yarmolenko 35' (str.) · González 64' · |

| Estádio do Dragão, Porto Tilskuere: 31.220 Dommer: Carlos Velasco Carballo (Spanien) |

| 24. november 2015 20:45 |

| Maccabi Tel Aviv | 0–4     | Chelsea                                              |
| ---------------- | ------- | ---------------------------------------------------- |
|                  | Rapport | Cahill 20' · Willian 73' · Oscar 77' · Zouma 90+1' · |

| Sammy Ofer Stadium, Haifa[B] Tilskuere: 29.121 Dommer: Alberto Undiano Mallenco (Spanien) |

| 9. december 2015 20:45 |

| Dynamo Kijev | 1–0     | Maccabi Tel Aviv |
| ------------ | ------- | ---------------- |
| Harmash 16'  | Rapport |                  |

| Olympic Stadium, Kyiv Tilskuere: 475[C] Dommer: Björn Kuipers (Holland) |

| 9. december 2015 20:45 |

| Chelsea                         | 2–0     | Porto |
| ------------------------------- | ------- | ----- |
| Marcano 12' (sm.) · Willian 52' | Rapport |       |

| Stamford Bridge, London Tilskuere: 41.096 Dommer: Cüneyt Çakır (Tyrkiet) |

Notes
1. ^ a b c Maccabi Tel Aviv spillede deres hjemmebanekampe på Sammy Ofer Stadium, Haifa i stedet for på deres normale stadion, Bloomfield Stadium, Tel Aviv.[19]
2. ^ Kampen Dynamo Kijev v Maccabi Tel Aviv blev spillet bag lukkede døre grundet straf fra UEFA.[20]

### Gruppe H
| Pos | Hold                  | K | V | U | T | M+ | M- | MF | P  | Kvalifikation                  |
| --- | --------------------- | - | - | - | - | -- | -- | -- | -- | ------------------------------ |
| 1   | Zenit Skt. Petersborg | 6 | 5 | 0 | 1 | 13 | 6  | +7 | 15 | Kvalificeret til slutspillet   |
| 2   | Gent                  | 6 | 3 | 1 | 2 | 8  | 7  | +1 | 10 | Kvalificeret til slutspillet   |
| 3   | Valencia              | 6 | 2 | 0 | 4 | 5  | 9  | −4 | 6  | Kvalificeret til Europa League |
| 4   | Lyon                  | 6 | 1 | 1 | 4 | 5  | 9  | −4 | 4  |                                |

| 16. september 2015 20:45 |

| Valencia                | 2–3     | Zenit Skt. Petersborg       |
| ----------------------- | ------- | --------------------------- |
| Cancelo 55' · Gomes 73' | Rapport | Hulk 9', 44' · Witsel 76' · |

| Mestalla, Valencia Tilskuere: 28.005 Dommer: Craig Thomson (Skotland) |

| 16. september 2015 20:45 |

| Gent          | 1–1     | Lyon         |
| ------------- | ------- | ------------ |
| Milićević 68' | Rapport | Jallet 58' · |

| Ghelamco Arena, Ghent Tilskuere: 19.601 Dommer: Willie Collum (Skotland) |

| 29. september 2015 20:45 |

| Lyon | 0–1     | Valencia       |
| ---- | ------- | -------------- |
|      | Rapport | Feghouli 42' · |

| Stade de Gerland, Lyon Tilskuere: 33.534 Dommer: Milorad Mažić (Serbien) |

| 29. september 2015 20:45 |

| Zenit Skt. Petersborg   | 2–1     | Gent         |
| ----------------------- | ------- | ------------ |
| Dzyuba 35' · Shatov 67' | Rapport | Matton 56' · |

| Petrovsky Stadium, Saint Petersburg Tilskuere: 18.095 Dommer: Matej Jug (Slovenien) |

| 20. oktober 2015 20:45 |

| Zenit Skt. Petersborg            | 3–1     | Lyon            |
| -------------------------------- | ------- | --------------- |
| Dzyuba 3' · Hulk 56' · Danny 82' | Rapport | Lacazette 49' · |

| Petrovsky Stadium, Saint Petersburg Tilskuere: 17.517 Dommer: Martin Atkinson (England) |

| 20. oktober 2015 20:45 |

| Valencia                          | 2–1     | Gent        |
| --------------------------------- | ------- | ----------- |
| Feghouli 15' · Mitrović 72' (sm.) | Rapport | Foket 40' · |

| Mestalla, Valencia Tilskuere: 38.207 Dommer: Felix Zwayer (Tyskland) |

| 4. november 2015 20:45 |

| Lyon | 0–2     | Zenit Skt. Petersborg |
| ---- | ------- | --------------------- |
|      | Rapport | Dzyuba 25', 57' ·     |

| Stade de Gerland, Lyon Tilskuere: 30.173 Dommer: Felix Brych (Tyskland) |

| 4. november 2015 20:45 |

| Gent            | 1–0     | Valencia |
| --------------- | ------- | -------- |
| Kums 49' (str.) | Rapport |          |

| Ghelamco Arena, Ghent Tilskuere: 19.452 Dommer: Daniele Orsato (Italien) |

| 24. november 2015 18:00 |

| Zenit Skt. Petersborg   | 2–0     | Valencia |
| ----------------------- | ------- | -------- |
| Shatov 15' · Dzyuba 74' | Rapport |          |

| Petrovsky Stadium, Saint Petersburg Tilskuere: 17.002 Dommer: Svein Oddvar Moen (Norge) |

| 24. november 2015 20:45 |

| Lyon     | 1–2     | Gent                              |
| -------- | ------- | --------------------------------- |
| Ferri 7' | Rapport | Milićević 32' · Coulibaly 90+5' · |

| Stade de Gerland, Lyon Tilskuere: 30.206 Dommer: Sergei Karasev (Rusland) |

| 9. december 2015 20:45 |

| Valencia | 0–2     | Lyon                         |
| -------- | ------- | ---------------------------- |
|          | Rapport | Cornet 37' · Lacazette 76' · |

| Mestalla, Valencia Tilskuere: 32.494 Dommer: Matej Jug (Slovenien) |

| 9. december 2015 20:45 |

| Gent                         | 2–1     | Zenit Skt. Petersborg |
| ---------------------------- | ------- | --------------------- |
| Depoitre 18' · Milićević 78' | Rapport | Dzyuba 65' ·          |

| Ghelamco Arena, Ghent Tilskuere: 19.978 Dommer: Jorge Sousa (Portugal) |